# Hoces del Río Riaza
Hoces del Río Riaza este o arie protejată (arie specială de conservare — SAC, sit de importanță comunitară — SCI) din Spania întinsă pe o suprafață de 5.180,84 ha, integral pe uscat.

## Localizare
Centrul sitului Hoces del Río Riaza este situat la coordonatele 41°31′44″N 3°34′28″W / 41.5289°N 3.5745°V.

## Înființare
Situl Hoces del Río Riaza a fost declarat sit de importanță comunitară în ianuarie 1998 pentru a proteja 13 specii de animale. Situl a fost protejat și ca arie specială de conservare în septembrie 2015.

## Biodiversitate
Situată în ecoregiunea mediteraneană, aria protejată conține 15 habitate naturale: Păduri endemice cu Juniperus spp., Cursuri de apă de la nivel de câmpie la nivel montan, cu vegetație Ranunculion fluitantis și Callitricho-Batrachion, Lande oro-mediteraneene cu formațiuni endemice de grozamă, Izvoare petrifiante cu formare de travertin (Cratoneurion), Peșteri inaccesibile publicului, Galerii de Salix alba și de Populus alba, Păduri aluvionare cu Alnus glutinosa și Fraxinus excelsior (Alno-Padion, Alnion incanae, Salicion albae), Pante stâncoase calcaroase cu vegetație casmofită, Păduri iberice de Quercus faginea și Quercus canariensis, Pseudostepă cu ierburi și specii anuale de Thero-Brachypodietea, Pajiști carstice calcaroase sau bazofile, de Alysso-Sedion albi, Liziere de ierburi înalte hidrofile de câmpie și de nivel montan până la alpin, Lacuri eutrofice naturale cu vegetație de tip Magnopotamion sau Hydrocharition, Pajiști umede mediteraneene cu ierburi înalte de Molinio-Holoschoenion, Păduri de Quercus ilex și Quercus rotundifolia.
La baza desemnării sitului se află mai multe specii protejate:
- amfibieni (1): Discoglossus jeanneae
- mamifere (6): lupul (Canis lupus), Galemys pyrenaicus, vidră de râu (Lutra lutra), liliac cu aripi lungi (Miniopterus schreibersii), liliac comun (Myotis myotis), liliacul mare cu potcoavă (Rhinolophus ferrumequinum)
- nevertebrate (2): Coenagrion mercuriale, rădașcă (Lucanus cervus)
- pești (3): Achondrostoma arcasii, Cobitis calderoni, Pseudochondrostoma duriense
- reptile (1): Mauremys leprosa

Pe lângă speciile protejate, pe teritoriul sitului au mai fost identificate 4 specii de plante, 6 specii de amfibieni, 12 specii de mamifere, 5 specii de nevertebrate, 2 specii de pești, 2 specii de reptile.